# Риджвей (Пенсільванія)
Риджвей (англ. Ridgway) — місто (англ. borough) в США, в окрузі Елк штату Пенсільванія. Населення — 4039 осіб (2020).

## Географія
Риджвей розташований за координатами 41°25′55″ пн. ш. 78°43′37″ зх. д. / 41.43194° пн. ш. 78.72694° зх. д. (41.431925, -78.727014). За даними Бюро перепису населення США в 2010 році місто мало площу 6,91 км², з яких 6,77 км² — суходіл та 0,14 км² — водойми.

## Демографія
Згідно з переписом 2010 року, у селищі мешкало 4078 осіб у 1783 домогосподарствах у складі 1073 родин. Густота населення становила 590 осіб/км². Було 2068 помешкань (299/км²).
Расовий склад населення:
| - 97,7 % — білих - 0,6 % — чорних або афроамериканців - 0,6 % — азіатів |

До двох чи більше рас належало 0,9 %. Частка іспаномовних становила 0,6 % від усіх жителів.
За віковим діапазоном населення розподілялося таким чином: 22,8 % — особи молодші 18 років, 59,9 % — особи у віці 18—64 років, 17,3 % — особи у віці 65 років та старші. Медіана віку мешканця становила 43,1 року. На 100 осіб жіночої статі у селищі припадало 95,5 чоловіків; на 100 жінок у віці від 18 років та старших — 94,5 чоловіків також старших 18 років.
Середній дохід на одне домашнє господарство становив 50 344 долари США (медіана — 45 335), а середній дохід на одну сім'ю — 62 522 долари (медіана — 56 067). Медіана доходів становила 44 948 доларів для чоловіків та 36 955 доларів для жінок. За межею бідності перебувало 10,0 % осіб, у тому числі 6,3 % дітей у віці до 18 років та 2,6 % осіб у віці 65 років та старших.
Цивільне працевлаштоване населення становило 1898 осіб. Основні галузі зайнятості: виробництво — 32,7 %, освіта, охорона здоров'я та соціальна допомога — 21,8 %, роздрібна торгівля — 9,4 %, науковці, спеціалісти, менеджери — 7,1 %.